# Pangio bitaimac
 Pangio bitaimac és una espècie de peix de la família dels cobítids i de l'ordre dels cipriniformes.